# Michael Greil
Michael Greil (ur. 1908, zm. ?) – zbrodniarz nazistowski, członek załogi niemieckiego obozu koncentracyjnego Dachau i SS-Rottenführer.
Z zawodu stolarz. 7 czerwca 1940 wstąpił do Waffen-SS i skierowany został do służby w obozie głównym Dachau. Przeszedł tu szkolenie na strażnika, które trwało do 30 sierpnia 1940. Następnie pracował w obozie jako stolarz do 25 listopada 1942. W latach 1942–1943 kierował jednym z komand więźniarskich.
W procesie załogi Dachau (US vs. Michael Greil i inni), który odbył się w dniach 6–9 maja 1947 przed amerykańskim Trybunałem Wojskowym w Dachau skazany został na 4 lata pozbawienia wolności za znęcanie się nad więźniami i składanie na nich karnych raportów.